# عرعر (مقر الإمارة)
محافظة عرعر أو إمارة عرعر هي مقر إمارة منطقة الحدود الشمالية وعاصمتها مدينة عرعر.

## السكان
- بلغ عدد سكان محافظة عرعر (202,719) نسمة حسب تعداد السعودية 2022، عدد السعوديين (146,245) نسمة، وعدد غير السعوديين (56,474) نسمة.[2]
- بلغ عدد سكان إمارة عرعر حوالي 174,355 نسمة حسب إحصائية سنة 2010م، بلغ عدد السعوديين 145,407 نسمة بينما بلغ عدد غير السعوديين 28,948 نسمة.[3]